# Anthony Elanga
Anthony David Junior Elanga (Malmö, 27 de abril de 2002) é um futebolista sueco que atua como ponta-direita. Atualmente, joga pelo Newcastle.

## Carreira

### Manchester United
Após jogar nas categorias de base do Elfsborg e do Malmö FF, Elanga mudou-se com sua família para a Inglaterra, se estabelecendo em Manchester. Jogaria por um curto período no Hattersley e passou a ser observado pelos 2 principais times da cidade, porém o Manchster United superou o rival Manchester City e levou o atacante, então com 12 anos.
Sua estreia no time sub-18 dos Red Devils foi em abril de 2018, na derrota por 2 a 1 para o Liverpool. Na temporada 2019–20, disputou 2 jogos pelo EFL Trophy, ambos como substituto.[carece de fontes?]
A estreia do atacante no time principal do United foi em um amistoso de pré-temporada contra o Aston Villa, substituindo Marcus Rashford aos 75 minutos. O time de Birmingham venceu por 1 a 0. Após assinar um contrato de longa duração em março de 2021, foi relacionado pela primeira vez para um jogo oficial em abril do mesmo ano, quando o Manchester United enfrentaria o Granada pelas oitavas-de-final da Liga Europa, mas não saiu do banco de reservas tanto no jogo de ida quando no segundo jogo, além de não ter sido usado na partida de volta da semifinal contra a Roma, em maio. Vestindo a camisa 56, Elanga faria sua estreia em jogos oficiais no mesmo mês, atuando por 66 minutos na derrota por 2 a 1 para o Leicester City, válido pela Premier League, dando lugar posteriormente a Rashford. Contra o Wolverhampton Wanderers, marcou seu primeiro gol como profissional na vitória por 2 a 1 do United, que usou um time praticamente reserva.
Para a temporada 2021–22, o atacante foi inscrito com a camisa 36, e em janeiro de 2022 balançou as redes pela segunda vez na vitória sobre o Brentford por 3 a 1, além de ter sido o único jogador a perder um pênalti na eliminação dos Red Devils da Copa da Inglaterra frente ao Middlesbrough, (8 a 7), fazendo com que tornasse alvo de ofensas racistas nas redes sociais.
Em fevereiro, marcou o gol de empate contra o Atlético de Madrid pela Liga dos Campeões da UEFA.

### Nottingham Forest
Em 25 de julho de 2023, Elanga foi anunciado pelo Nottingham Forest, o jogador assinou um contrato de 5 anos com o clube inglês, por uma taxa de 18 milhões de libras.

## Carreira internacional
Elegível para defender Suécia, Camarões ou Inglaterra, Elanga optou em representar o país natal, onde atua desde as categorias de base.
Sua estreia na equipe principal foi em março de 2022 contra a Chéquia, pela repescagem das eliminatórias europeias da Copa do Mundo do Catar. Participou ainda do jogo contra a Polônia, mas não evitou a eliminação dos nórdicos.

## Vida pessoal
É filho do ex-lateral Joseph Elanga, que representou a seleção de Camarões na Copa de 1998 (não entrou em campo nenhuma vez na competição) e que atuava no Malmö FF quando o atacante nasceu. É fluente em 3 idiomas: sueco, inglês e francês.

## Títulos
Manchester United
- Copa da Liga Inglesa: 2022–23

### Individuais
- Jogador jovem do ano do Manchester United: 2019–20[19]